# Farní sbor Českobratrské církve evangelické v Leskovci
Farní sbor Českobratrské církve evangelické v Leskovci je sborem Českobratrské církve evangelické v Leskovci. Sbor spadá pod Východomoravský seniorát.
Farářem sboru je Pavel Čmelík, kurátorem sboru Pavel Masař.

## Faráři sboru
- Jaroslav Voda (1958–1988)
- Libor Špaček (2000–2014)
- Pavel Čmelík (2015-)